# 単葉機
単葉機（たんようき 英: monoplane）とは、飛行機において、揚力を得るための主翼が1枚だけあるものをいう。

## 概要

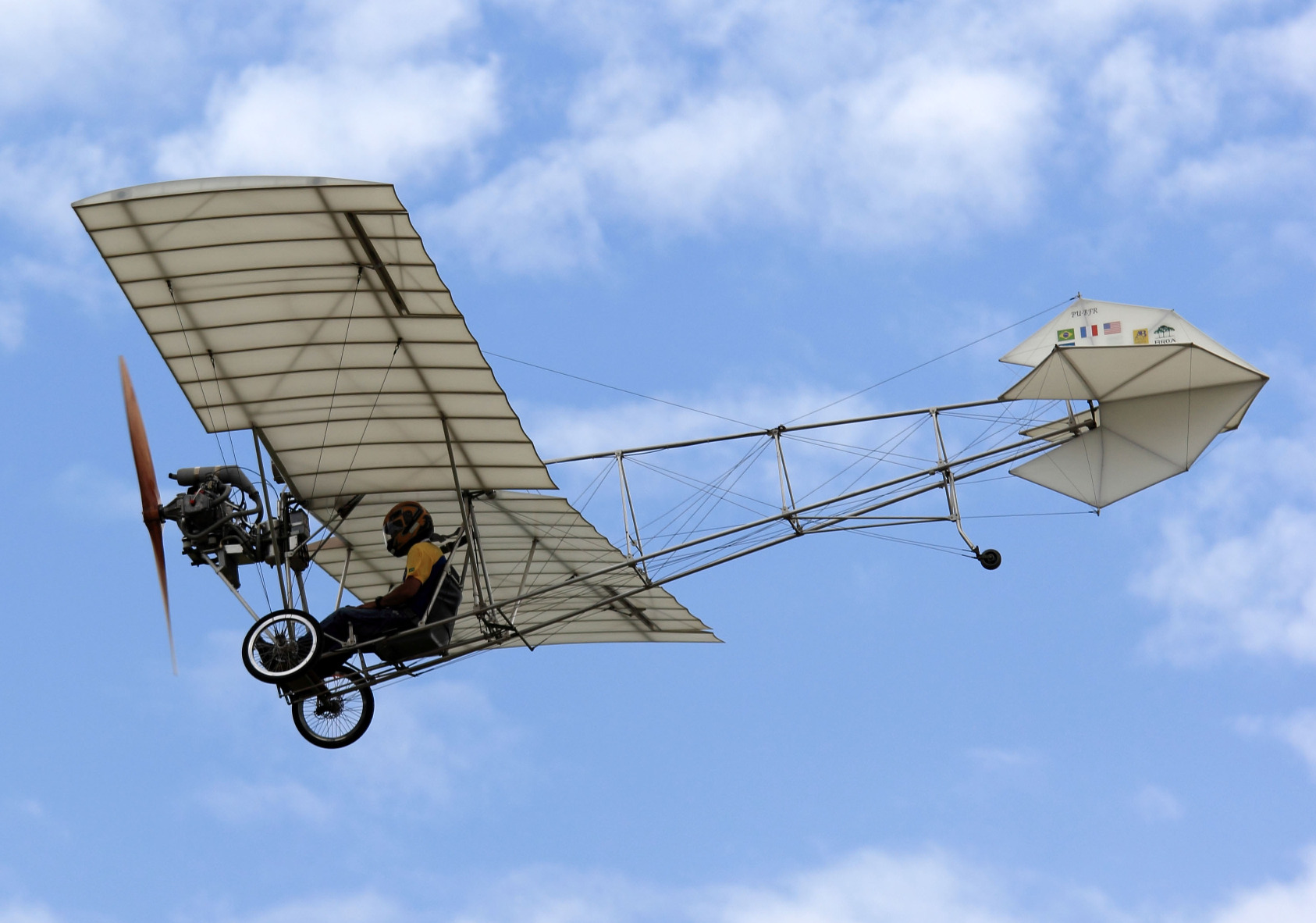
アルベルト・サントス＝デュモンのドゥモワゼル号のレプリカ。

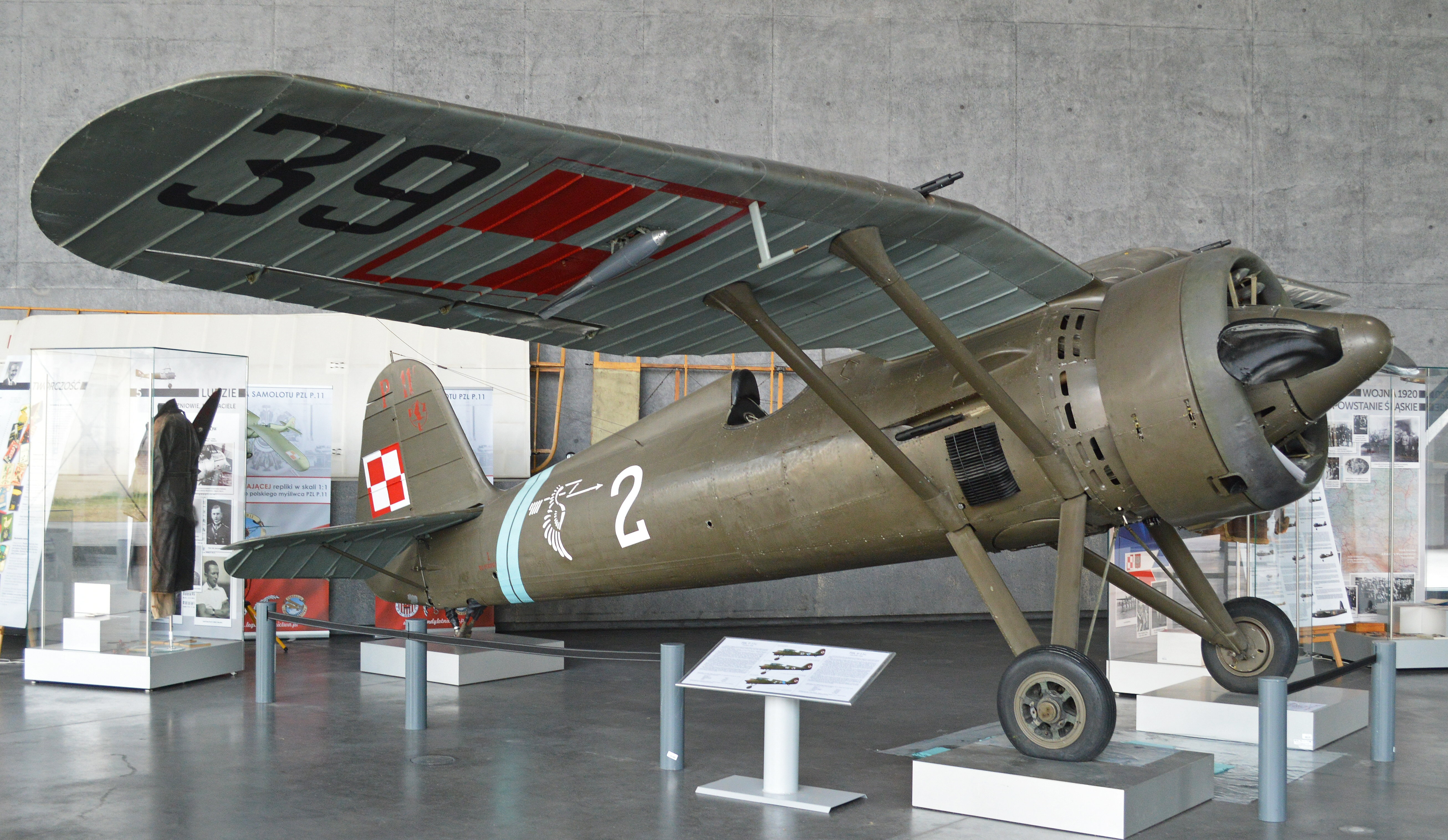
ズィグムント・プワフスキのP.11。

現在の飛行機のほとんどは、主翼が1枚だけの単葉機である。しかしながら1940年代以前の古い飛行機、あるいは軽飛行機には、主翼が2枚以上あるものもあり、それらと区別する際に単葉機と称する。
ちなみに飛行機の主翼は、多くが胴体の左右にそれぞれ取り付けられており、単葉機と言っても実際には2枚の主翼を持つ。単葉機の「主翼が1枚」というのは、左右それぞれの主翼をあわせて1枚と数える。もっとも胴体内部で左右の主翼がつながっていたり、あるいは胴体が主翼から吊り下がるように配置されていたりするなど、本当に主翼が1枚の飛行機もある。
それに対して、主翼が上下に2枚以上のものは複葉機と呼び、特に3枚のものを三葉機、4枚以上のものは多葉機と呼ぶこともある。2枚以上の（主）翼を前後に配置したものはタンデム翼機と呼ばれる。 
世界最初に有人動力飛行したライトフライヤー号以来、飛行機は複葉機が中心であった。当時の飛行機の構造材は木や布が中心であり、重量のある金属材料はエンジン以外にはほとんど採用されていなかった。そこで軽くてかつ強度を保つため、主翼を2枚以上とし上下に重ね、その主翼をワイヤーや桁で連結する事によって、必要な強度を得た。速度性能を重視した機体でわずかながら単葉機の採用が見られたものの、ワイヤーで吊って強度を保つ構造には変わりなかった。
1930年代後半には金属製で強度のある主翼構造の研究が進み、また飛行速度が重視されるようになってきたことから単葉機が一般的となっていった。最初の近代的な単葉機（つまりワイヤーで主翼を吊らない）として知られるP.1は、ポーランドのズィグムント・プワフスキの開発した「ガル翼」を使用しており、世界の注目を集めた。
とはいうものの、単葉機はそれ自体で強度を保つ設計が必要であるため、金属製であったとしても従来の複葉機の主翼よりは厚くなる。そのため必ずしも複葉機よりも空気力学的に優れる訳ではなく、1920年代から40年代までは、複葉機と単葉機が併用された過渡期であった。しかしながら主翼断面の設計も進歩し、厚い主翼であっても空気抵抗を低減できるようになり、単葉機へと移行した。
とはいえ複葉機よりも主翼が厚い事は、この翼内スペースを利用できるという利点もあった。一番のメリットは翼内に燃料を搭載できる事である。燃料タンクの配置位置が悪いと、燃料の消費によって機体の重量バランスを崩すという問題があった。その点において翼内という位置は燃料タンクの設置場所として最適であった。そのため単葉機は複葉機よりも航続距離が長いものが多い。特に有名なのはP-51戦闘機である。層流翼の採用により主翼の空気抵抗を軽減した事で知られるが、従来の主翼よりもむしろ厚いために主翼内部のスペースが増し、大きな航続距離を持つ事で知られる。
また、空気抵抗の低減のため主脚の引き込み構造が採用されると、引き込み時の主脚の収納場所としても主翼内を利用するようになった。引き込み脚と併用する事により、空気力学的な面において単葉機は複葉機を全面的に凌駕するようになった。空気抵抗と揚力ロスの元になる翼端渦発生源が減少する分、単葉機は複葉機以上より燃費が向上する面もある。
また戦闘機の場合は機銃搭載スペースとして、攻撃機・爆撃機の場合は爆弾などの吊下箇所として主翼を利用するにあたっても、厚く頑丈な単葉機の主翼のほうが都合が良かった。
現代では、単葉構造は主な機種のほとんどに採用されており、かつて主流であった複葉機を見る機会は少なくなっている。

## 主翼取付位置による分類

低翼機

中翼機

パラソル翼機

単葉機において、主翼の胴体への取り付け方法には、大きく分けて、低翼（ボーイング747ジャンボジェット機、零式艦上戦闘機など）、中翼（Yak-55、MiG-15など）、高翼（P.1やその発展型P.11、セスナ機など）の3方式がある。胴体上方に離れて配置するパラソル翼（九七式大型飛行艇など）という形式もある。
低翼機（de）
主翼を胴体下面に取付けるもの。初期の単葉機に採用例が多い。これは主翼に降着装置を取り付けることが多かったところ、中翼や高翼では地面が遠くて脚が長くなりすぎるためである。また、脚の長さが同じなら地上高を高く取れるため、機首にエンジンを配置するプロペラ機においてはブレードを長大化できるというメリットもある。機体構造・機内搭載物の荷重の多くが掛かる床構造と主翼基部と降着装置を一体或いは近接して設けられるため、構造質量の局限化で低燃費化が期待でき、主翼基部の機内への張り出しが少なく広い客室・荷室が設けられるメリットと併せ、民間旅客機・貨物機では定番のレイアウトであり続けている。安定性という観点では他の方式に比べて不利になるが、安定性と運動性はトレードオフの関係にあるため、運動性を重視する戦闘機のような機種では、プロペラ機時代において特に採用例が多かった。ジェット機時代には後述の理由で通常尾翼形式の超音速戦闘機での採用例は減ったが、 無尾翼機やカナード付きデルタ翼の戦闘機では、現代も採用例が多い。
中翼機（de）
主翼を胴体の（上下方向で）中央部に取付けるもの。中翼形式が最も空気抵抗が小さいため、初期の超音速機に採用例が多い。これは超音速機では主翼が薄くなり脚を取り付けることが困難になり、これを考慮しなくなったからである。後述の理由により通常尾翼の超音速戦闘機では廃れつつあるが、近年のベストセラー戦闘機F-16や、カナード付きデルタ機のフランス製マルチロール機であるラファールや、無尾翼機のインド製戦闘機テジャスは中翼配置である。開発当時極限までの性能を追求したA-12 (偵察機)・SR-71は内主翼中央部に主脚基部が取り付くにもかかわらず中翼であり、XB-70は前部胴体ブロックから見れば低翼になり、後部エンジン兵装ブロックから見れば高翼になり、総合すると中翼になる。

高翼機
主翼を胴体の上面に取付けるもの。低翼機に比べて安定性に優れるため、それを重視する機体に採用例が多い。また、下方視界に優れるため、偵察機や地上観測機等でも採用例が見られる。特に1960年代以降の、通常の尾翼形式の超音速戦闘機に採用例が多い。これは、尾翼が主翼より高い位置にある場合、高速飛行時に迎え角を大きく取るとピッチアップなどの悪影響があることが、前述の中翼形式の戦闘機を運用した経験から判明したためである。そのため、高翼形式にして、主翼を水平尾翼よりも高位に配置するようになった。また、主翼下にサイズの大きな爆弾・ミサイルや増槽などを吊下するのに都合が良いことにもよる。主翼に取り付けたエンジン・プロペラの、地上との干渉や異物衝突吸い込みを避けたく、機体下部の降着装置の短軽頑丈化が望まれる軍用輸送機では、C-123 (航空機)やC-130 (航空機)以後高翼機が普通である
パラソル翼機（en）
胴体上方に支柱を介して、高翼配置よりさらに高い位置に主翼を傘のように取り付けたもの。主翼をなるべく高い位置に取り付けたい飛行艇などで採用例がある。支柱支持ではないがパラモーターや、主としてハンググライダー系の超軽量動力機でも、パラソル翼機レイアウトになる事が多い。